# Elektron (entreprise)
Cet article concerne le fabricant suédois d'instruments de musique. Pour l'alliage de magnésium, voir Elektron.
Elektron est un développeur et fabricant suédois d'instruments de musique fondé en 1998. Ils produisent principalement des instruments de musique électronique, mais ont également fait des modules d'effets et des logiciels. Depuis 2012, des filiales existent à Los Angeles et à Tokyo.
Des groupes et des musiciens connus comme Panda Bear, Timbaland, The Knife, Depeche Mode et Autechre utilisent des instruments de chez Elektron.

## Historique des produits
Le premier produit de chez Elektron est un synthétiseur appelé la SidStation, basé sur un convertisseur analogique/numérique hybride. Son moteur possède une puce SID de Commodore 64. Au cours de la période 2001-2003, Elektron a déployé la Machinedrum (une boîte à rythmes numérique à seize voix) et la Monomachine (synthétiseur programmable à six voix). Comme la SidStation, ces instruments sont logés dans un boîtier en aluminium brossé.
Depuis lors, la gamme de produits a été élargie pour inclure le matériel suivant : l'Octatrack (en) (un sampler), Digitakt (sampler), l'Analog Keys et l'Analog Four (synthétiseurs analogiques à quatre voix), l'Analog Rytm (boite à rythmes hybride analogique/numérique) et l'Analog Heat (processeur multi-effets analogique). En 2015, Elektron sort l'Overbridge, un logiciel utilisé pour intégrer le matériel analogique de Elektron dans une DAW comme un complément à la gamme d'instruments analogiques. À la fin de 2016, Elektron élargit sa gamme de produits en lançant l'Analog Drive, une pédale de distorsion analogique pour guitare électrique et guitare basse.

## Débuts
Elektron a commencé à travailler sur son premier instrument électronique en 1997. À l'époque, c'était un projet d'école, à l'université de Technologie Chalmers à Göteborg, en Suède. Les trois fondateurs étaient Daniel Hansson, Anders Gärder et Mikael Räim. Hansson se souvient : « Il y avait un certain nombre de choix de projets : construire une ligne terrestre téléphonique numérique, un cyclomètre pour vélo de voyage, ou un beeper. Aucun de ces projets ne semblait amusant ou assez difficile, donc j'ai proposé que nous construisions un synthétiseur à la place ! »[réf. nécessaire]. Le synthétiseur, appelé « SidStation », a été produit à dix unités. Le projet a été jugé commercialement viable, donc, en 1998, une société a été lancée pour le développer et Elektron ESI est né. À la suite de la SidStation, Elektron a commercialisé la Machinedrum et la Monomachine.
Quand le développement de l'Octatrack (en 2009) a commencé, Jonas Hillman est intervenu pour assurer la gestion, et les réformes structurelles et de capital nécessaires pour que la société puisse croître. Depuis, Jonas est chef de la direction intérimaire, actionnaire majoritaire et porte-parole de la société, par la suite renommé Elektron Music Machines. Le catalogue de produits a été élargi pour inclure des logiciels de production musicale (Overbridge) ainsi que des synthétiseurs analogiques.

## Instruments

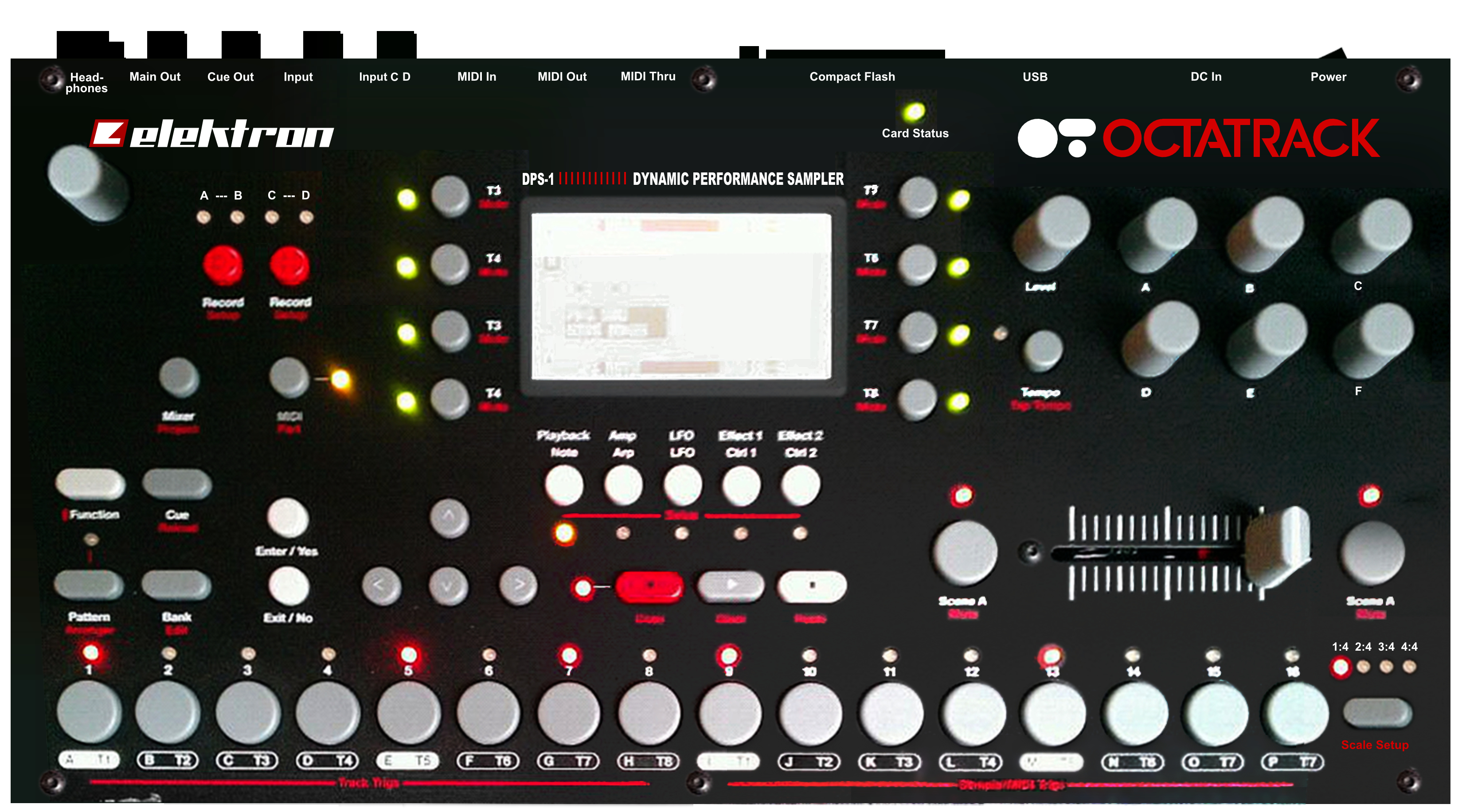
Octatrack (2011).

- Octatrack DPS-1 est sorti en janvier 2011. L'Octatrack est un sampleur séquenceur possédant huit pistes de sample et huit pistes MIDI. Les échantillons (contenus dans une carte CompactFlash[5], enregistrés en direct à partir d'une source externe ou de l'une des huit pistes) peuvent être étirés, inversés, coupés, re-mélangés, ré-échantillonnées et déclenchés de nombreuses façons différentes.

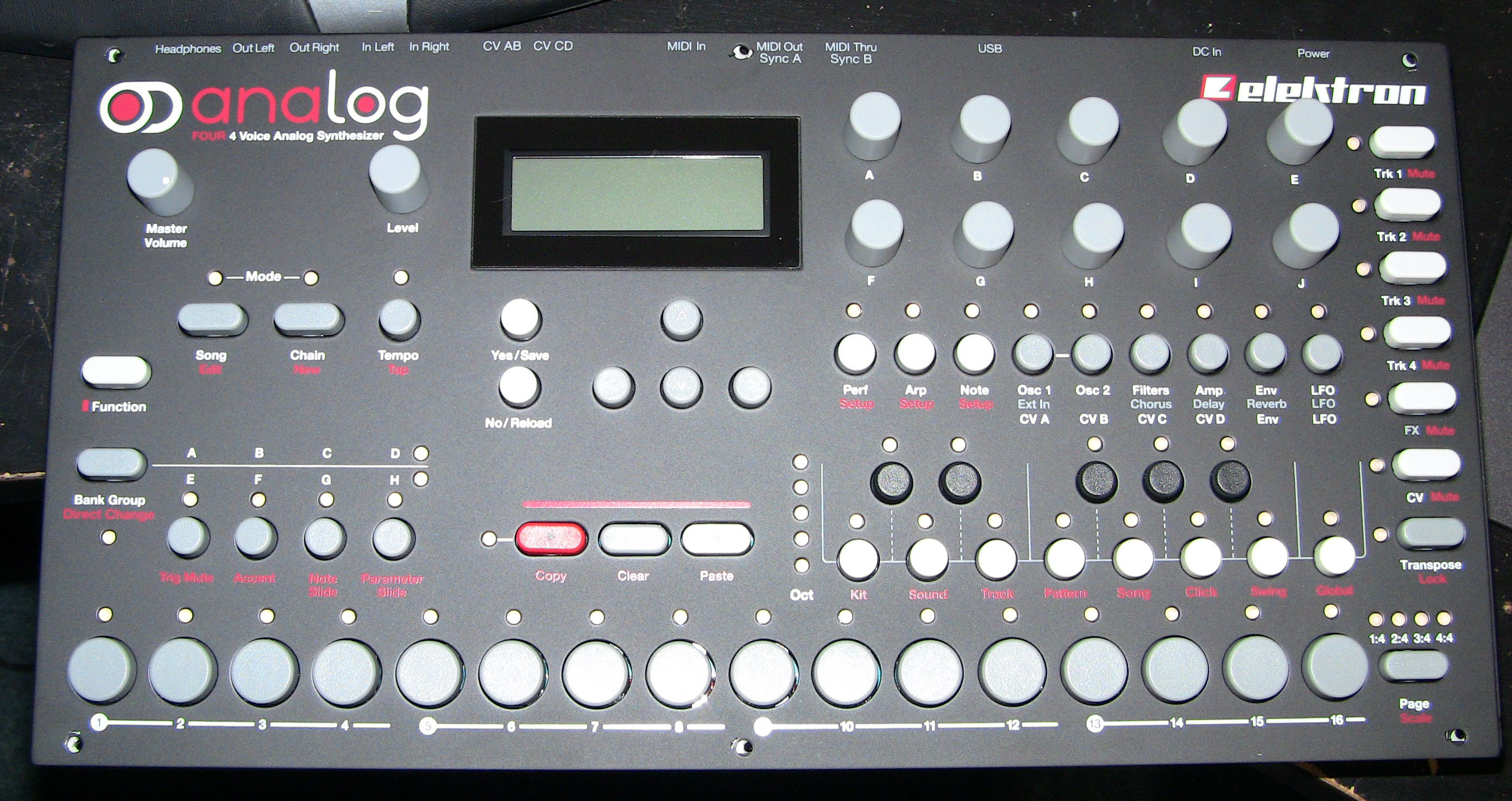
Analog Four(2012).

- L'Analog Four est sorti en décembre 2012. L'Analog Four est un synthétiseur analogique à quatre voix (monophonique ou polyphonique) à commandes numériques, contenant un séquenceur pas à pas et des effets numériques[6]. Il est également capable de communiquer en CV/gate, qui permet d'interagir avec pratiquement n'importe quel synthétiseur analogique classique ou boîte à rythmes existants depuis les années 1960 et après. L'Analog Four peut être décrit comme un « synthétiseur modulaire compact » dans le sens où chacune des quatre voix a un ensemble de modules prédéfinis (les oscillateurs et les générateurs de signaux, les filtres, les enveloppes, les amplificateurs, les LFO et un ensemble d'effets (delay, reverb, chorus) qui peuvent être combinés, routés, et modulés de façon plus ou moins conventionnelle.

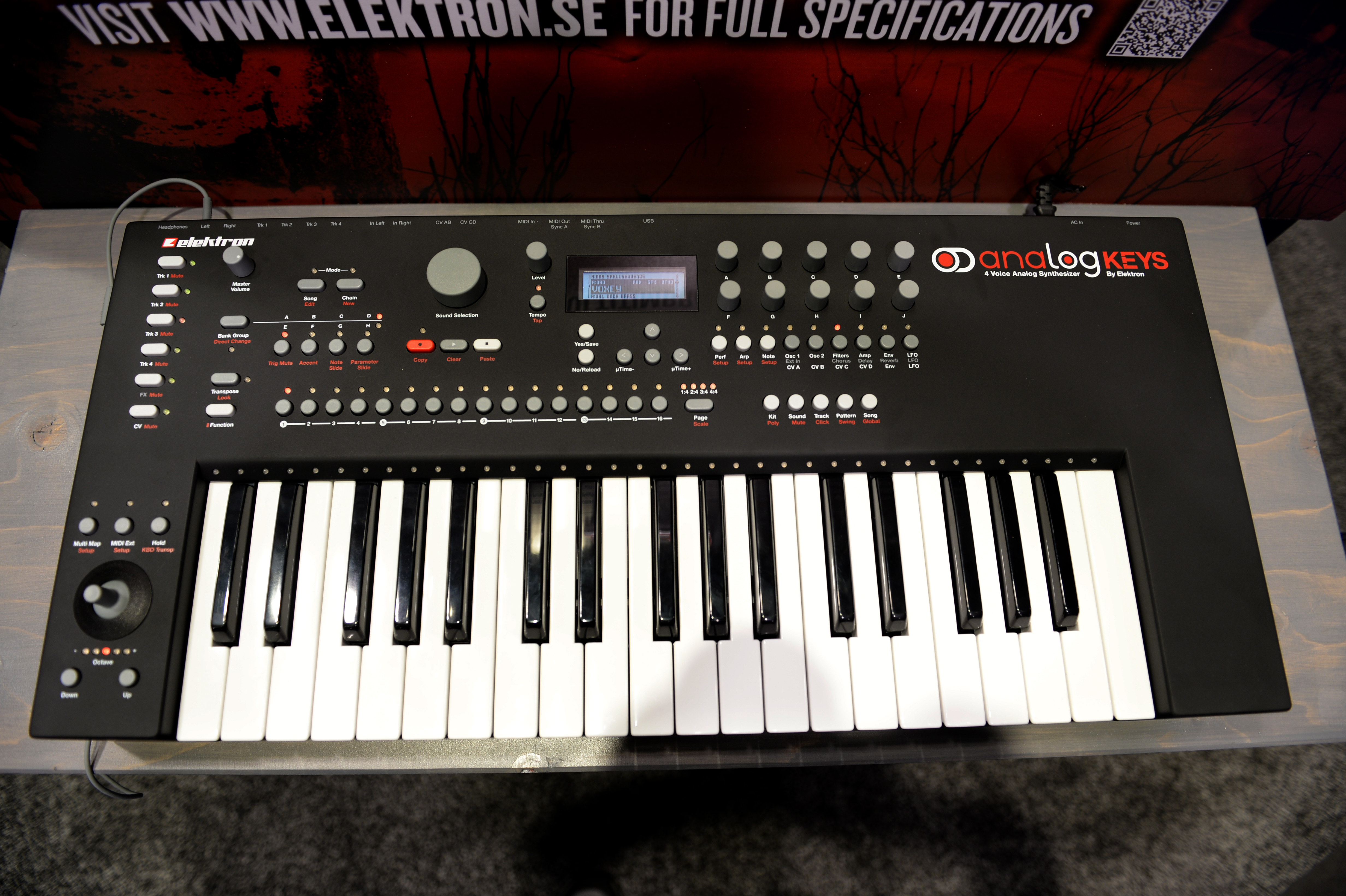
Analog Keys (2013).

- L'Analog Keys est sorti en novembre 2013. Il est basé sur l'architecture de l'Analog Four[7]. Il a un clavier de 37 touches et un joystick analogique pour la modulation. L'Analog Keys a plus de touches de contrôle dédiées que sa grande sœur, y compris une molette d'accès rapide aux sons préprogrammés. L'Analog Keys a été conçu pour être pratique, il s'utilise très bien pour les performances live tout en conservant les paramétrages de séquençage, de son et les capacités de programmation de l'Analog Four. En 2016, aux Game Awards en Californie, l'artiste Sonic Mayhem réalise une performance remarquée en utilisant l'Analog Keys. Il a effectué une reprise du thème de Doom[réf. nécessaire].

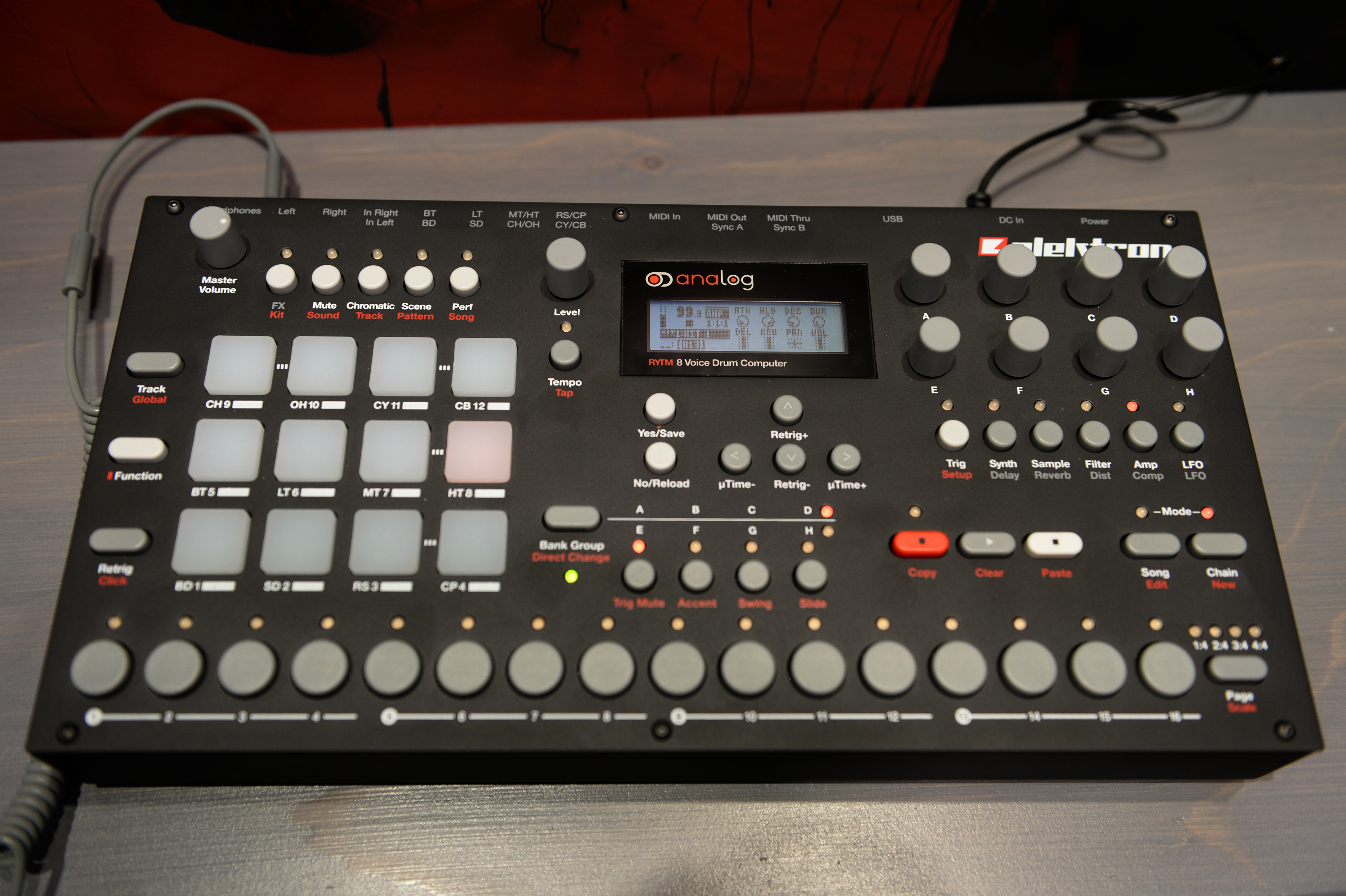
Analog Rytm (2014).

- L'Analog Rytm était le troisième instrument dans la série analogique de Elektron. Il est sorti en 2014. Il utilise aussi la synthèse analogique ainsi que des effets numériques et la possibilité d'utiliser des samples[8]. Cette boîte à rythmes hybride à huit voix a rapidement trouvé sa place dans la communauté électronique. À l'époque, il y avait une tendance parmi les musiciens de revenir à la création musicale en utilisant du matériel physique et plus seulement des logiciels.

- Digitakt. Au salon du NAMM de janvier 2017, Elektron a annoncé qu'une nouvelle boite à rythmes numérique à huit voix appelée « Digitakt » qui sortira avant l'été 2017. La Digitakt est maintenant en vente.

- Digitone. Elektron a aussi sorti un synthétiseur FM numérique huit voix, le Digitone.

- Model:Samples sortie en 2019, c'est une groovebox de six pistes multi-effets avec un séquenceur de 64 pas[9].
- Model:Cycles. Une groovebox six pistes basée sur la synthèse FM.
- Syntakt. Une boite à rythmes et synthétiseur de 12 pistes, dans un boitier similaire aux Digitakt et Digitone.

## Logiciel de musique
- Overbridge est sorti en 2015. Ce logiciel permet à un musicien de relier du matériel à synthèse analogique (Analog Keys, Analog Four, Analog Rytm, Analog Heat) à un ordinateur via USB et d'y accéder à l'aide d'une DAW. La DAW est « trompée » pour lui faire croire que l'instrument analogique est un plug-in audio qui peut être joué, programmé, automatisé et enregistré comme un VST. Si un Analog Keys ou un Analog Four est connecté, Overbridge peut également être utilisé pour contrôler pratiquement tous les synthétiseurs modulaires classiques ou boîtes à rythmes en CV/gate ou DIN sync. En d'autres termes, avec Overbridge, il est possible de jouer et d'automatiser, par exemple, un VCS3 de 1969 à partir d'un ordinateur portable[10].

## Unités d'effets
En décembre 2016, deux unités d'effets ont été publiées : l'Analog Drive et l'Analog Heat.
- L'Analog Drive est une pédale multi-effets, avec un égaliseur audio et 8 différents paramètres de distorsion (allant de l'amplification et l'amélioration de l'harmonique non-destructive à la complète distorsion). L'Analog Drive cible une nouvelle clientèle potentielle pour Elektron : les guitaristes et les bassistes.
- L'Analog Heat a plus d'options programmables que l'Analog Drive, comme un LFO assignable aux différents effets, un filtre d'enveloppe et un filtre multi-mode. Il dispose de huit effets principaux (y compris un enhancer et une distorsion) et un égaliseur. L'analog Heat est destiné aux ingénieurs de studio ainsi qu'aux artistes live. Il peut être programmé et utilisé manuellement ou connecté à une DAW en utilisant Overbridge.

## Anciens Instruments

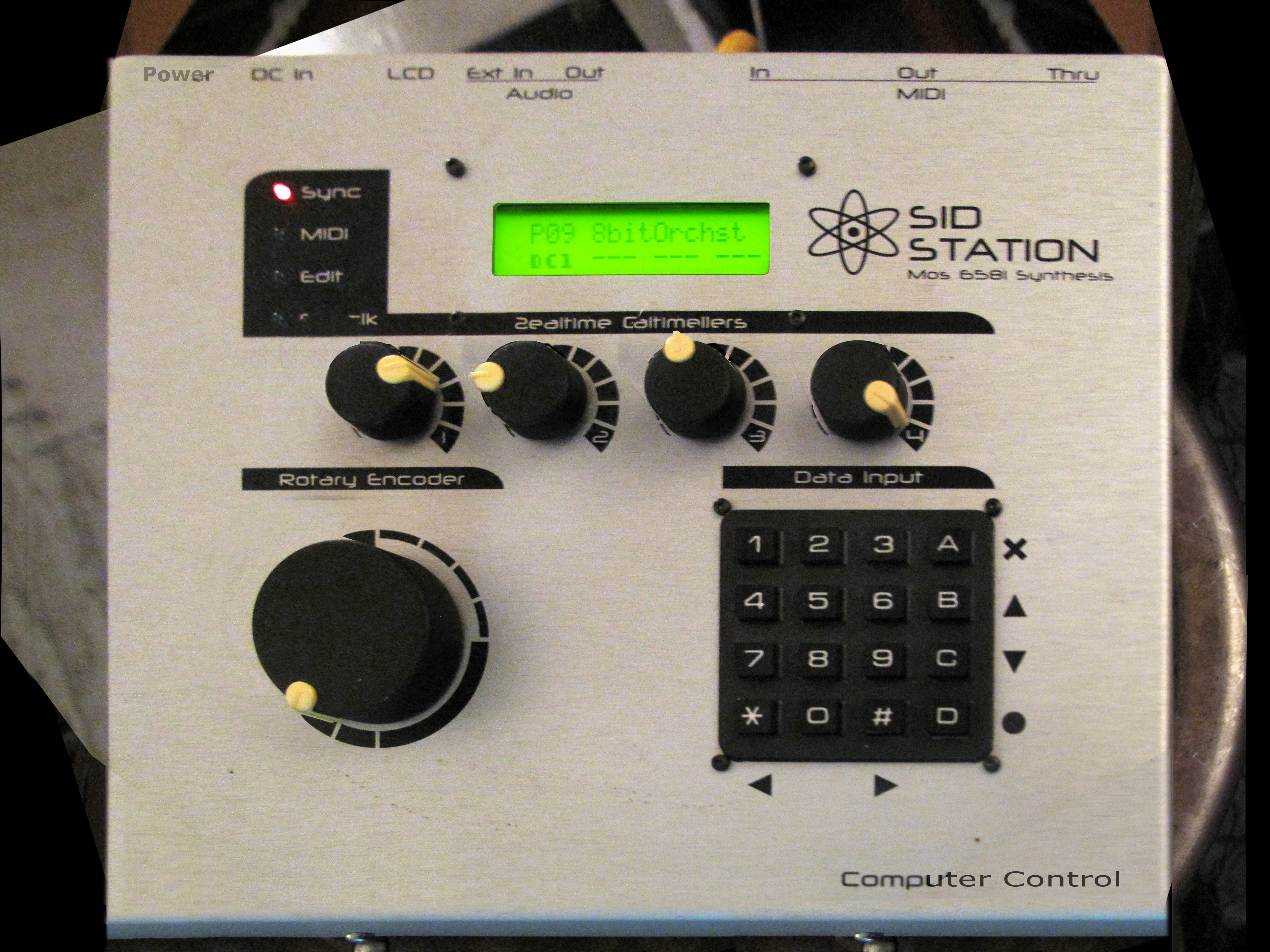
SidStation (1999).

- La SidStation a été le premier instrument d'Elektron, rendu public en 1999. C'est un synthétiseur basé sur la puce SID présent à l'origine dans le Commodore 64. Le synthétiseur a trois voix, trois oscillateurs (avec les diverses formes possibles de synthèse de type AM, FM et modulation en anneau, quatre potentiomètres en caoutchouc pour contrôler des paramètres, y compris la fréquence de coupure du filtre, l'amplitude de l'enveloppe et le LFO, une molette de sélection de patch et un clavier de téléphone pour la programmation. Même au début, la production s'est faite en quantité limitée : elle a dû être abandonnée lorsque le dernier stock de puce SID fut épuisé. La destruction, même d'un seul Commodore 64 pour les pièces, était hors de question. La SidStation original avait un boîtier en aluminium poli. Il y a eu quelques d'éditions spéciales, comme un rouge teinté, une bleue et une noir de carbone version appelée SidStation Ninja.

- La Machinedrum était une boite à rythmes numérique à seize voix. La première version, la SPS-1, est sortie en 2001[11]. Le style du produit et de l'emballage a été en grande partie conçu par Jesper Kouthoofd, qui s'est installé à Stockholm pour créer la société Teenage Engineering (en) en 2005. La Machinedrum SPS-1UW[12] (User Wave littéralement « Ondes Utilisateur ») est sortie en 2005, et ajoutait la possibilité de sampler. Une interface Midi appelée « TM-1 » (Turbo Midi) a été publiée peu de temps après, qui permettait des transferts via MIDI jusqu'à dix fois plus rapides.

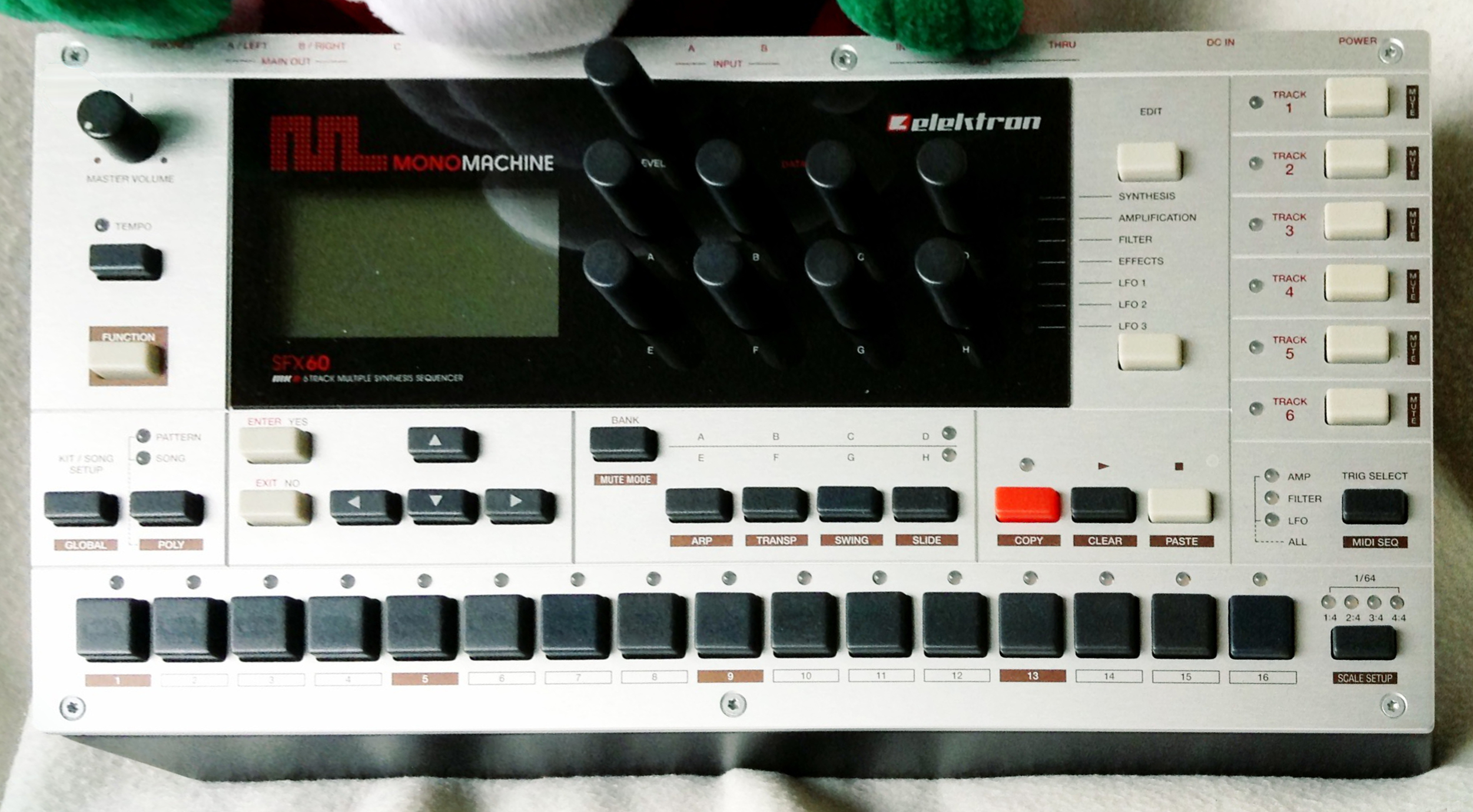
Monomachine (2003).

- La Monomachine est un synthétiseur numérique programmable à six voix. Une version clavier, la SFX-6, a été publiée en 2003, suivie par la SFX-60 en 2004. À la fin de l'année 2007, la Machinedrum et la Monomachine sont mis à jour avec les versions MKII qui y ajoutent des fonctionnalités.

## Artistes
Parmi les artistes ou des groupes utilisant des instruments Elektron, on peut citer Thom Yorke, Warpaint, Kid Koala, Del the Funky Homosapien, Susanne Sundfør, Sophie, John Frusciante, The Knife, Air, Nine Inch Nails, New Order, Jean-Michel Jarre, Youth Code, Wilco, Aux 88, Smashing Pumpkins, Mogwai, The Horrors, Plaid, Factory Floor, Matt McJunkins, Arcane Roots, The Bug ou encore The Chemical Brothers.